# Велчінец (Окницький район)
Велчінец (Валчінец, Волчінец, Вовчинець рум. Vălcineţ) — село в Молдові в Окницькому районі. Розташоване на правому березі річки Дністер. Є центром однойменної комуни, до складу якої також входить село Кодрень.

## Населення
Кількість мешканців села становить: 1909 мешканців (2004); 2162 мешканців (2014).

### Національності
Національний склад села згідно перепису населення 2014 року:
| національності | кількість осіб | частка, % |
| -------------- | -------------- | --------- |
| українці       | 1876           | 86,77     |
| молдовани      | 201            | 9,30      |
| росіяни        | 74             | 3,42      |
| гагаузи        | 4              | 0,19      |
| інші           | 7              | 0,32      |

### Мови
Повсякденна мова мешканців села (%, 2014):
| мови                 | кількість осіб | частка, % |
| -------------------- | -------------- | --------- |
| українська           | 1759           | 81,36     |
| російська            | 344            | 15,91     |
| молдовська/румунська | 49             | 2,27      |
| не вказали           | 10             | 0,46      |

## Інфраструктура
В селі є залізнична станція, що має прикордонний статус (пункт пропуску Велчінец-Могилів-Подільський)

## Галерея

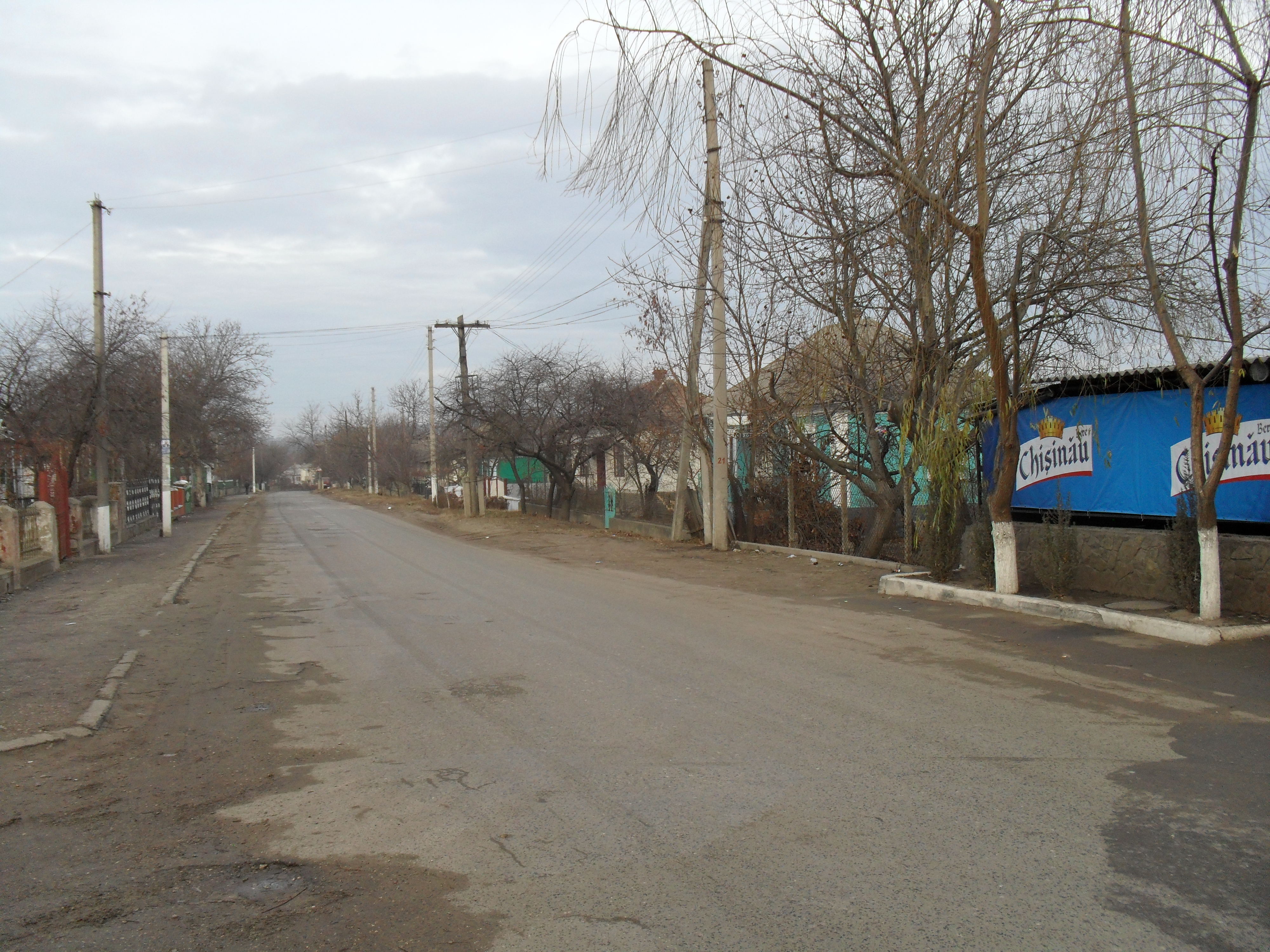
Центральна вулиця
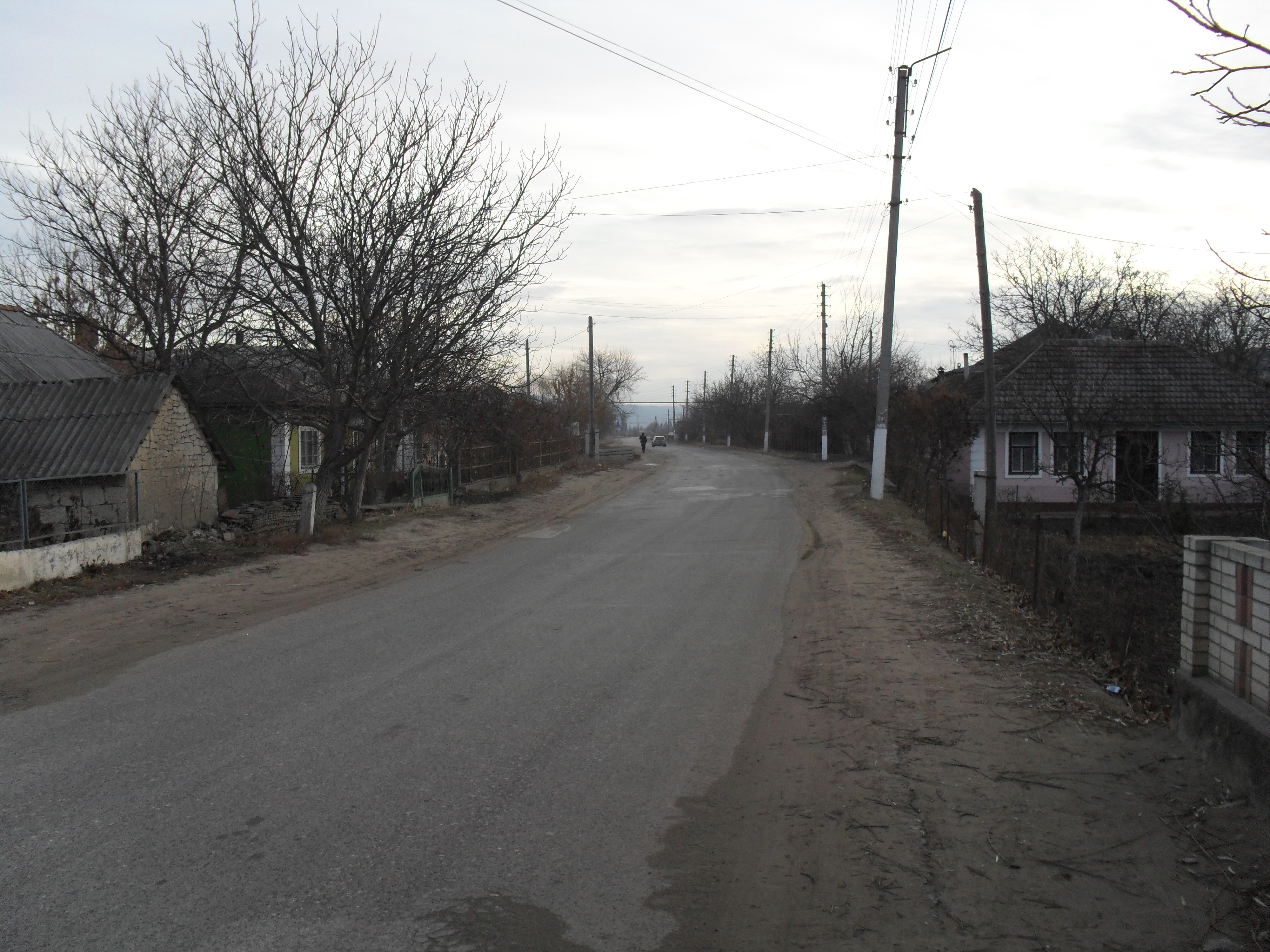
Центральна вулиця
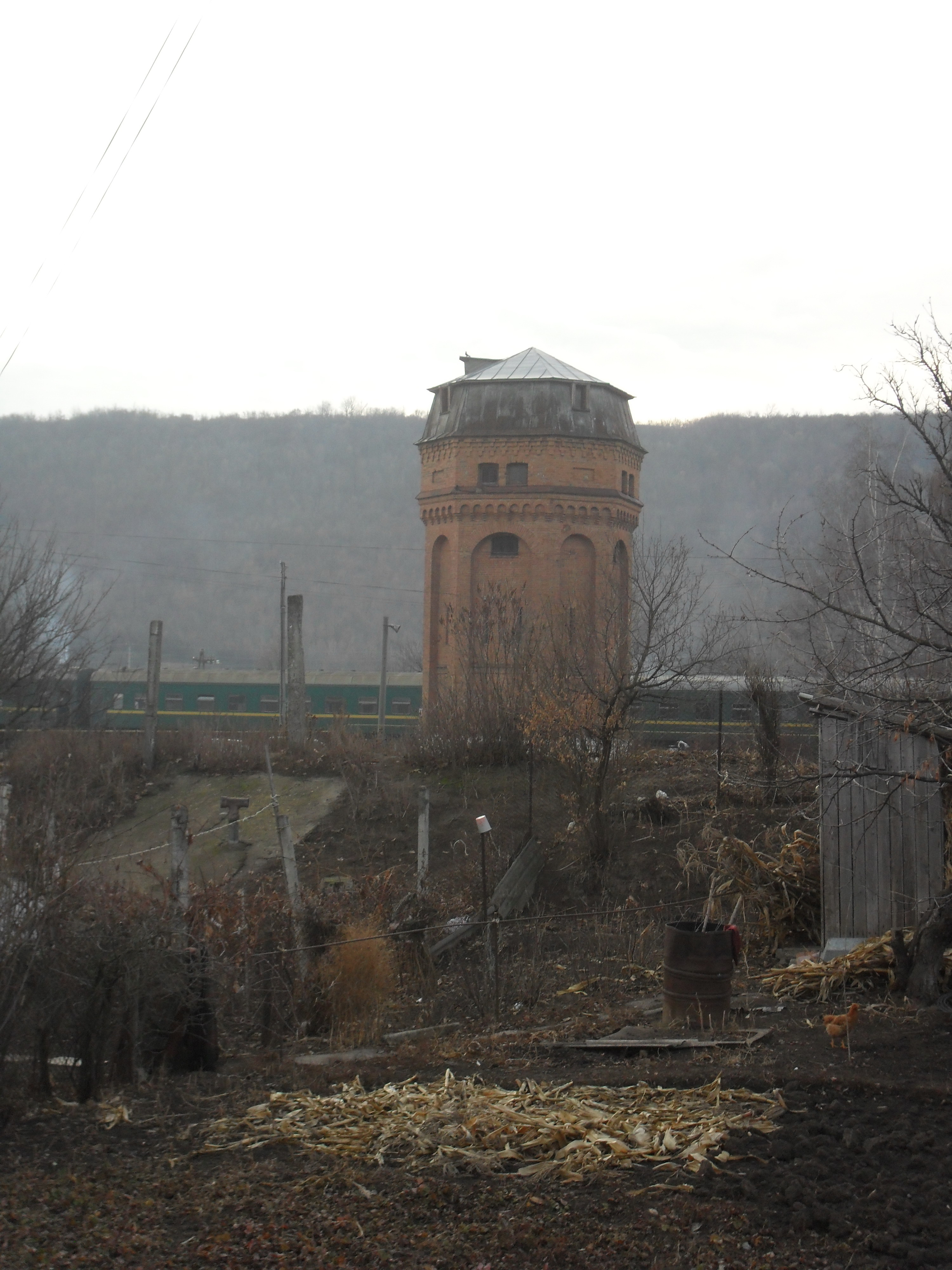
Башта поблизу залізничної станції
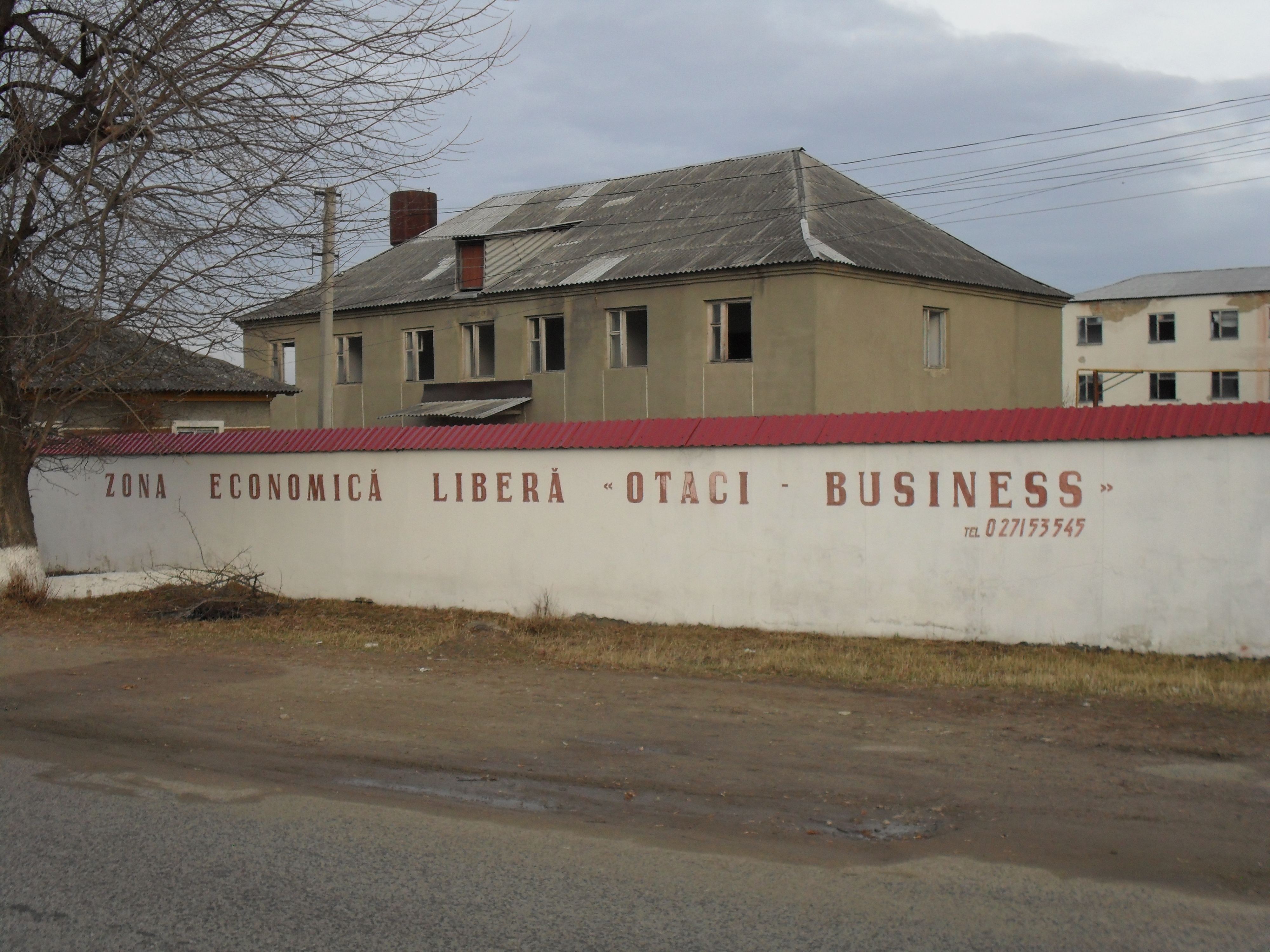
Вільна економічна зона
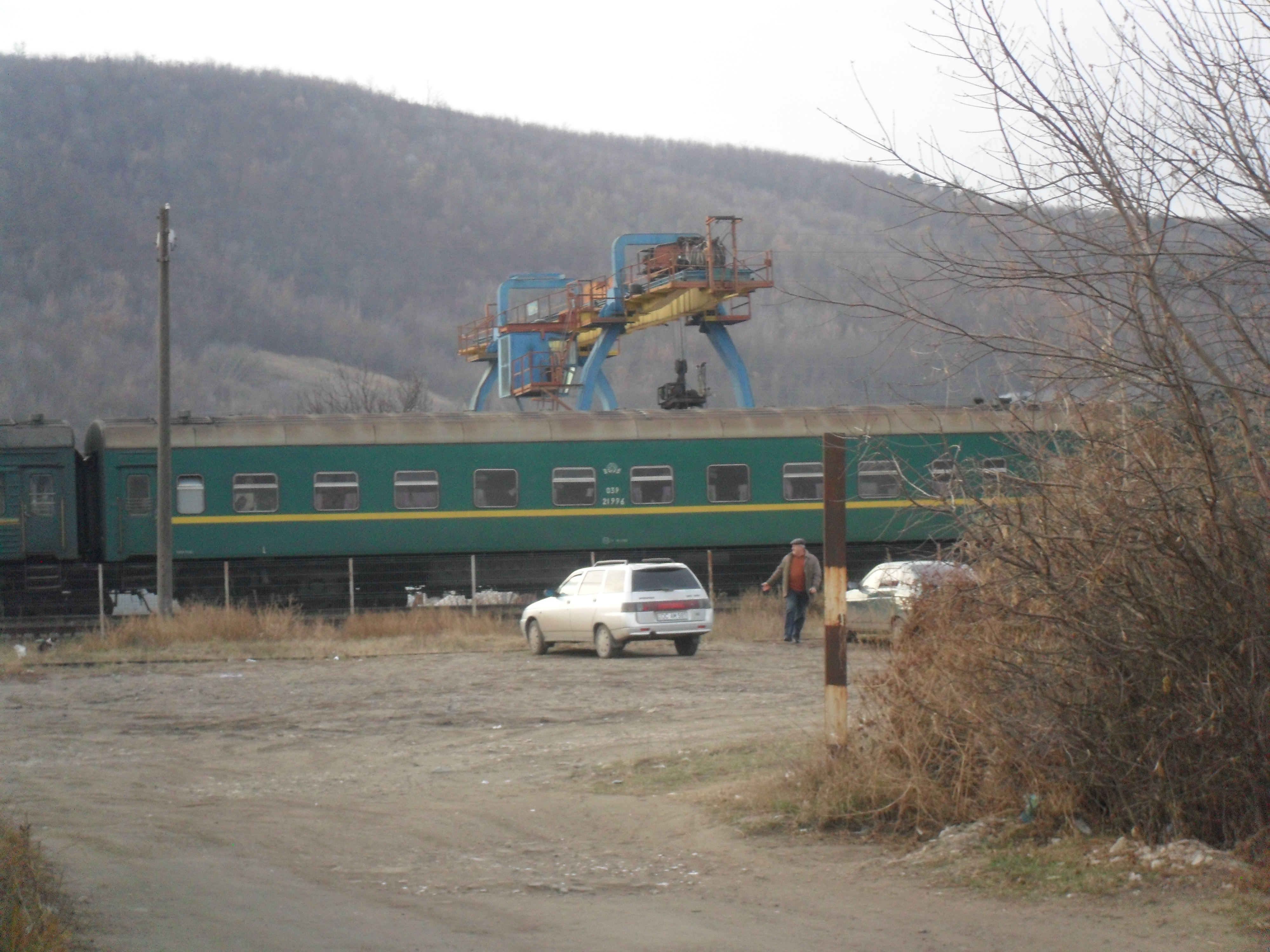
Поїзд на залізничній станції «Велчінец»
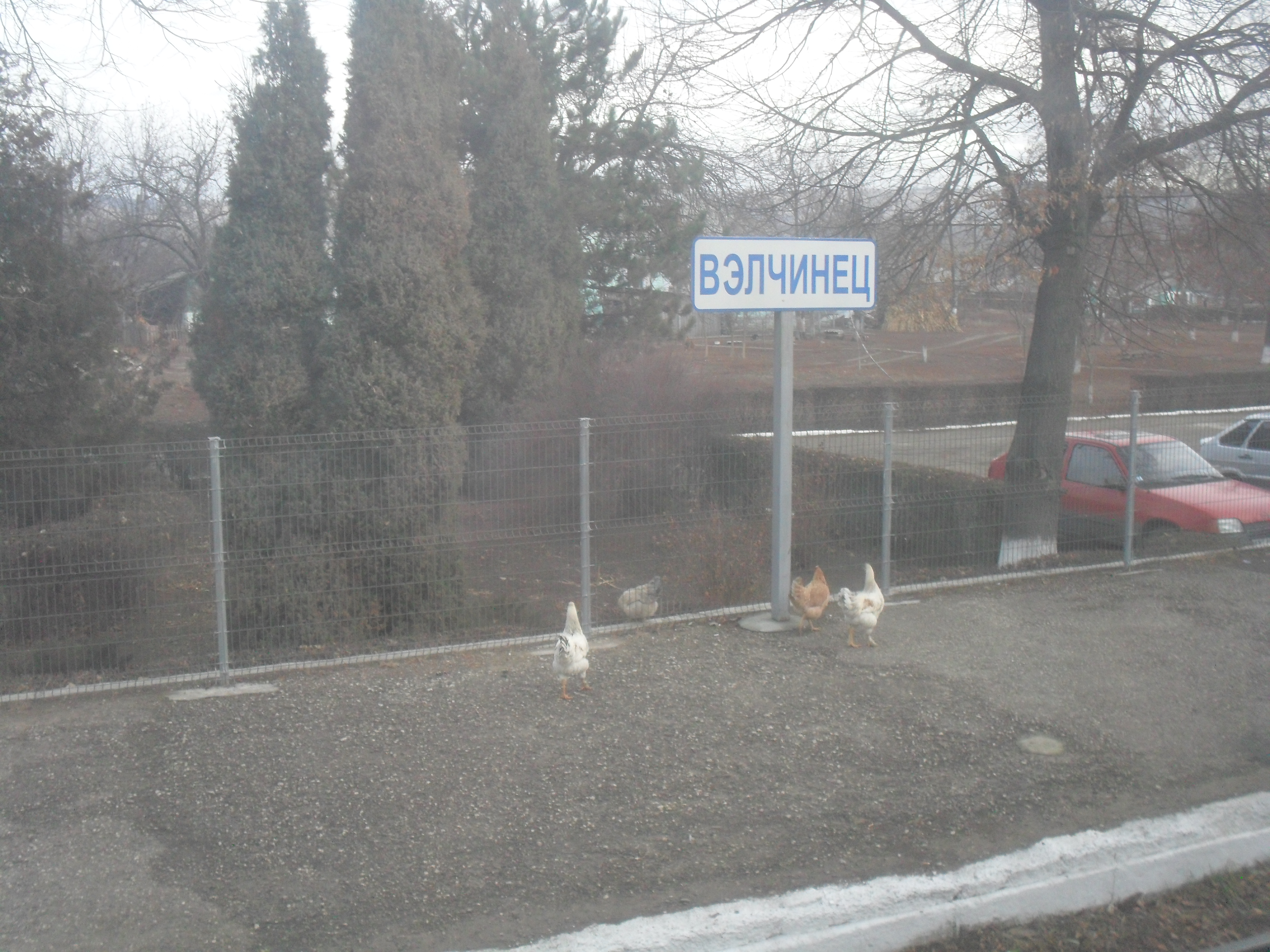
Платформа залізничної станції
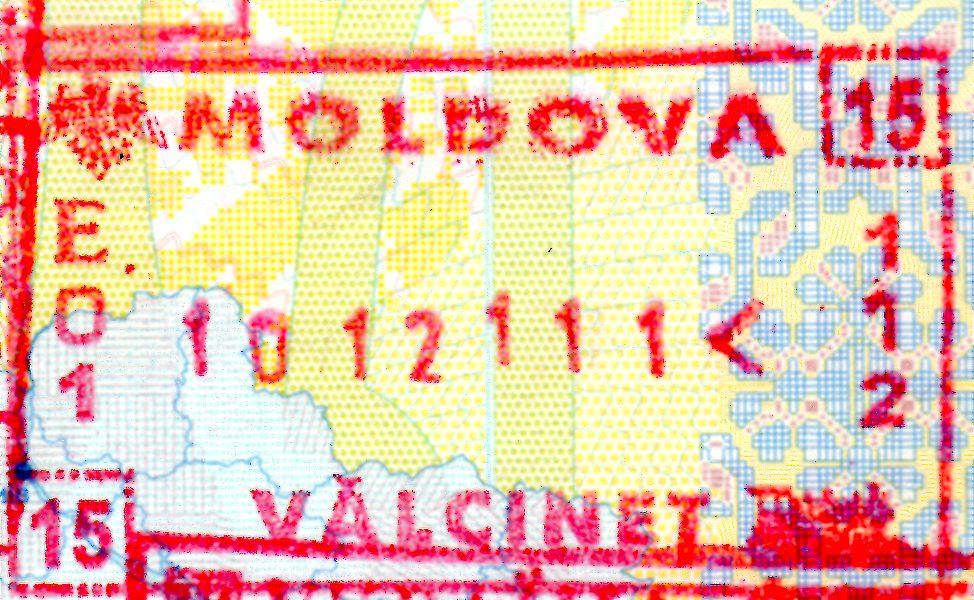
В'їзний штамп залізничного пункту пропуску «Велчінец»